# 新华街道 (乌海市)
新华街道, 是内蒙古自治区乌海市海勃湾区下辖的一个街道，包括新华大街东路南、甘德尔路东、海河路东、新桥大街二、新桥大街三、新桥大街四、新桥大街五、新桥大街、公园南路、卓子山大街东路、沃野路南、河槽东、大庆东路、海拉南路、体育大街东路、清泉大街、新桥大街东路、新桥大街东路第二18个居委会。人口42,864人。